# Mario Abel Amaya
Mario Abel Amaya (3 de agosto de 1935, Dolavon, Chubut - 19 de octubre de 1976, Buenos Aires) fue un abogado y político argentino, activista reformista en la universidad y miembro de la Unión Cívica Radical que fue detenido-desaparecido en 1976 por el V Cuerpo de Ejército con sede en Bahía Blanca, muriendo como consecuencia de las torturas a las que fue sometido. En 1973 fue elegido diputado nacional en su distrito de la Provincia de Chubut, desempeñándose en el cargo hasta el Golpe de Estado del 24 de marzo de 1976.

## Biografía
Mario Abel Amaya nació en el Valle Inferior del Río Chubut. Sus padres eran maestros rurales en Dolavon, y habían migrado provenientes de la Provincia de San Luis en la década de 1920. Cursó sus estudios primarios y secundarios en Rawson. Cuando contaba con 16 años, en las elecciones de 1951, se acercó como militante a la Unión Cívica Radical. Realizó sus estudios universitarios en las universidades de Córdoba y Tucumán, donde mantuvo una activa militancia en el movimiento reformista. Al recibirse de abogado, se radicó en Trelew, instalando su estudio jurídico junto con Patricio "el Oso" Romero, un destacado dirigente peronista.
Amaya se orientó a asesorar trabajadores y sindicatos. A comienzos de la década de 1970 comienza a defender a presos políticos detenidos en la cárcel de Rawson, destacándose entre ellos el dirigente sindical Agustín Tosco. En 1972 se produjo una fuga de presos políticos de las organizaciones guerrilleras Montoneros y Ejército Revolucionario del Pueblo, durante la cual un gran grupo quedó atrapado en el aeropuerto de Trelew. En esa ocasión los fugados exigieron como garantía la presencia de los abogados radicales Mario Amaya e Hipólito Solari Yrigoyen. Pocos días después varios de los detenidos serían asesinados en lo que se conoce como la Masacre de Trelew. Poco después Amaya fue detenido por la dictadura que gobernaba en ese momento.
Desde su origen, Amaya adhirió al Movimiento de Renovación y Cambio, un movimiento de renovación juvenil de la  UCR que lideraba Raúl Alfonsín, enfrentado a la línea que dominaba el radicalismo, encabezada por Ricardo Balbín, cuyos integrantes eran en su mayoría, fundadores y principales figuras de la Unión Cívica Radical del Pueblo. En 1973 se presentó en su provincia como candidato a diputado nacional, ganando y asumiendo el 25 de mayo.
Como diputado se distinguió en el ejercicio de su mandato por la defensa de las libertades públicas, de las causas populares y de los derechos humanos. Amaya concurría también incesantemente a asambleas reivindicativas de los ideales por los que luchaba con empeño, celebrados en diversos puntos del país. Como producto de sus luchas, comenzó a figurar en las listas negras de la intolerancia, que los propios servicios de informaciones y sus grupos terroristas anexos, como la Triple A, hacían públicas con fines de intimidación.

## Desaparición, tortura y muerte
En la madrugada del 17 de agosto de 1976, Amaya fue secuestrado de su domicilio por orden del general Acdel Vilas, subcomandante de la región militar 5ª. Simultáneamente, en Puerto Madryn, se realiza el secuestro del senador radical Hipólito Solari Yrigoyen. Ambos fueron trasladados en avión militar a la Base Aeronaval de Bahía Blanca, y de allí al centro clandestino de detención "La Escuelita", que funcionaba en el Regimiento 181 de Comunicaciones. Ambos permanecieron desaparecidos hasta el 31 de agosto, cuando la presión nacional e internacional por sus vidas obligó a los captores a liberarlos en Viedma, simulando un rapto realizado por alguna organización guerrillera. "Se nos arrojó con violencia del vehículo en que veníamos atados, amordazados y encapuchados, a una zanja lateral al camino", relata Solari Yrigoyen.
En ese estado los encuentra la policía que, sin embargo, volvió a detener a ambos parlamentarios, quienes fueron devueltos a Bahía Blanca y encarcelados en la cárcel de Villa Floresta. El 11 de septiembre, ambos fueron trasladados a la cárcel de Rawson, donde fueron torturados. De esas torturas resultaría la muerte de Mario Amaya, que era asmático, y otro detenido, Jorge Valemberg, un dirigente peronista que había sido presidente del Concejo Deliberante de Bahía Blanca. Para agravar su situación, a Amaya le retiraron el inhalador y los medicamentos. Solari Yrigoyen recuerda ese momento con estas palabras: 

Si bien estábamos todos incomunicados en el Pabellón 8 de Rawson, con la intención de que no trascendieran al exterior los tormentos recibidos, tuve ocasión de ver a Amaya por última vez en el baño, tenía la cabeza partida, estaba morado por los golpes y hablaba con dificultad. Alcanzó a decirme: "Estoy muy mal".
Hipólito Solari Yrigoyen.

Ante la gravedad de su estado, Amaya fue trasladado al hospital de la cárcel de Villa Devoto, en Buenos Aires, donde murió el 19 de octubre de 1976, a los 41 años.
La dictadura no permitió que Amaya fuera velado en la Casa Radical. Su entierro se realizó en Trelew, en pleno apogeo del terrorismo de Estado que impuso el Proceso de Reorganización Nacional. En el mismo habló Raúl Alfonsín: 

…Venimos a despedir a un amigo entrañable… Un amigo valiente que no sabía de cobardías. Un amigo altruista que no conocía el egoísmo. Un hombre cabal, de extraordinaria dimensión humana, encerrada en un cuerpo de salud precaria. Pero venimos también a despedir a un distinguido correligionario, a un hombre radical, a un hombre de la democracia, que no la veía constreñida a las formalidades solamente, sino que la vitalizaba a través de la participación del pueblo para poner el acento en los aspectos integrales, en los aspectos sociales.

Y venimos también –agregó el Dr. Alfonsín- a despedir a un hombre calumniado, infamemente calumniado, juntamente con otro correligionario que está sufriendo una cárcel que nadie se explica: Hipólito Solari Yrigoyen. Se pretende tergiversar el sentido de la lucha de estos dos extraordinarios correligionarios, cuyo único pecado es pretender solucionar los problemas de los desposeídos, cuyo único pecado es sostener con Yrigoyen la defensa del patrimonio nacional…

Ruego a Dios que haga que el alma de Mario Abel Amaya descanse en paz. Ruego a Dios que permita sacarnos cuanto antes de esta pesadilla, de esta sangre, de este dolor, de esta muerte, para que se abran los cielos de nuevo; que en algún momento podamos venir todos juntos a esta tumba con aquellos recuerdos agridulces y recordar el esfuerzo del amigo y poder decirle que se realizó, que dio por fin sus frutos.
Raúl Alfonsín, 1976.

## Legado
- Por iniciativa del bloque de legisladores de la Unión Cívica Radical en la Legislatura Porteña, se bautizó Plazoleta Mario Abel Amaya al espacio verde ubicado en Constitución y Colombres (Ciudad Autónoma de Buenos Aires)
- En el año 2007 se creó por primera vez en el radicalismo de Chubut la agrupación FRA: Frente Radical Amaya
- En Trelew, con motivo de cumplirse 35 años de su deceso, se descubrió una Placa en la Plaza Independencia con un gran Acto Cívico el 19 de octubre de 2011 al que asistieron representantes de todas las fuerzas políticas de la Provincia. El Dr. Hipólito Solari Yrigoyen por la UCR, Hilda Fredes por Proyecto Sur, César "Kuky" Mac Karthy por el PJ, el Subsecretario de DD HH Juan Arcuri, el Intendente de Trelew de entonces, Dr. César Gustavo Mac Karthy y el licenciado Orlando Vera del FRA fueron los oradores del evento organizado por el Frente Radical Amaya.
- Se elaboró el Documental "Libertad, la Vida de Mario Abel Amaya", declarado de Interés Legislativo por la Honorable Legislatura del Chubut, cuya presentación fue al cumplirse 35 años del fallecimiento del dirigente radical en el histórico Cine Coliseo de Trelew, con las palabras de Santiago Marcelino "Chiche" López, exmiembro de la CONADEP y Encarnación Díaz de Mulhall, miembro de la Comisión por la Solidaridad por los Presos Políticos, encarcelada y liberada en el proceso sociopolítico conocido como el "Trelewazo". La producción del documental fue del FRA
- Durante 2012 comenzó a circular por internet la publicación Con Tacto Militante http://es.calameo.com/read/0012278219eeca74d7cac que también es distribuida en todo Chubut y Ciudad de Buenos Aires, en la misma aparecen en la portada Mario Abel Amaya y Raúl Alfonsín. La publicación es una producción del Frente Radical Amaya
- Lugares donde se lo reconoce en Trelew: Barrio Mario Abel Amaya; Colegio N°784 "Mario Abel Amaya"; Aula N° 61 "Mario Abel Amaya" en la Universidad Nacional de la Patagonia; Calle "Mario Abel Amaya" en el sector Norte de la ciudad; Placa: "Mario Abel Amaya 1976 - 19 de octubre - 2011. Al Gran Luchador de los Derechos Humanos, este es el Homenaje de las Organizaciones Políticas y Sociales a 35 Años de su muerte - Frente Radical Amaya" en la Plaza Independencia. En otras localidades de Chubut: Calle "Mario Abel Amaya" en Puerto Pirámides, Barrio "Mario Abel Amaya" en Comodoro Rivadavia. En Bahía Blanca: Pasaje "Mario Abel Amaya".  En Luján, San Luis, donde descansan sus restos: calle Mario Abel Amaya. En el barrio San Carlos de la ciudad de La Plata existe un Ateneo que lleva el nombre de "Mario Abel Amaya".[3]